# Neuer jüdischer Friedhof (Enkirch)
Der neue jüdische Friedhof Enkirch ist ein Friedhof in der Ortsgemeinde Enkirch im Landkreis Bernkastel-Wittlich in Rheinland-Pfalz. Er steht als Kulturdenkmal unter Denkmalschutz.
Der jüdische Friedhof liegt heute im christlichen Friedhof südlich der Landesstraße L 192 / Starkenburger Weg. Er hat einen eigenen Eingang über eine kleine Treppe, als er 1885 angelegt wird, ist er noch seitlich des katholischen und des protestantischen Friedhofes gelegen. Die erste Beisetzung findet 1887 statt, insgesamt werden bis 1928 dort 27 Personen bestattet, unklar ist, ob die beiden 1931 und 1933 verstorbenen jüdischen Gemeindemitglieder noch dort beigesetzt sind, es ist kein Grabstein der beiden erhalten, auch fehlen weitere, ältere Grabsteine oder die Inschriftentafeln erhaltener Grabsteine sind zerstört. Der Friedhof wurde ab den 1960er Jahren wiederhergerichtet, die noch erhaltenen Grabsteine vermutlich nicht an den entsprechenden Grabstätten neu aufgestellt.
Thomas Hüttmann: „... dass einmal dem Juden das Land auf diese Weise abgenommen wird ...“ Die jüdischen Einwohner von Enkirch vor und während der Zeit des Nationalsozialismus, Norderstedt 2019

## Alter jüdischer Friedhof
Koordinaten: 49.98060°N 7.13363°E
Der alte jüdische Friedhof von Enkirch wird um 1830 genehmigt und angelegt, 1832 findet die erste Beisetzung statt. „Die früher in Enkirch verstorbenen Juden (2 Personen) sollen nach einer Ortsüberliefrung an der Strasse bestattet sein“, vermerken die Merischonim loacharonim 1 zu Enkirch, das ist am heutigen Ortsausgang in Richtung Traben-Trarbach nahe der heutigen Staustufe.
Nach dieser Verstorbenenliste ist der alte jüdische Friedhof Enkirch mit 28 Gräbern belegt, die letzte Beisetzung findet 1884 statt. Dieselbe Quelle verzeichnet für 1928: „Vier Steine sind noch auf dem alten Friedhof vorhanden, das Gelände selbst in würdiger Verfasung.“
Das Friedhofsgelände im Wald ist heute nicht mehr als solches zu erkennen, die Grabsteine sind verschollen.